# Hyssna socken
Hyssna socken i Västergötland ingick i Marks härad, ingår sedan 1971 i Marks kommun och motsvarar från 2016 Hyssna distrikt.
Socknens areal är 81,27 kvadratkilometer varav 75,63 land. År 2000 fanns här 1 780 invånare.  Tätorten  Hyssna med sockenkyrkorna Hyssna kyrka och Hyssna gamla kyrka ligger i socknen.   

## Administrativ historik
Socknen har medeltida ursprung.

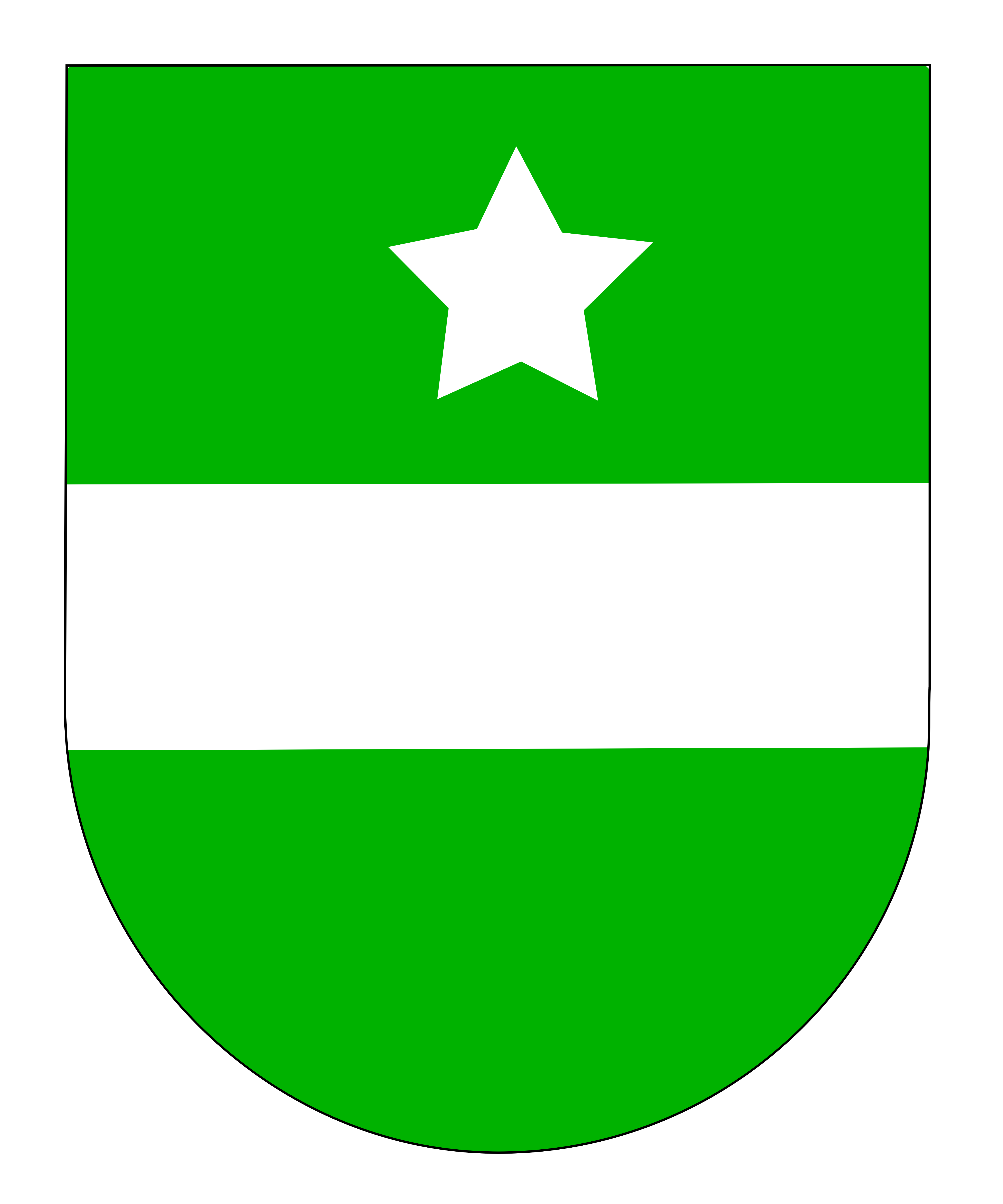
sockenvapen

Vid kommunreformen 1862 övergick socknens ansvar för de kyrkliga frågorna till Hyssna församling och för de borgerliga frågorna bildades Hyssna landskommun. Landskommunen uppgick 1952 i Sätila landskommun som 1971 uppgick i Marks kommun. 
.
1 januari 2016 inrättades distriktet Hyssna, med samma omfattning som församlingen hade 1999/2000.  
Socknen har tillhört län, fögderier, tingslag och domsagor enligt vad som beskrivs i artikeln Marks härad. De indelta soldaterna tillhörde Älvsborgs regemente, Marks kompani och Västgöta regemente, Elsborgs kompani.

## Geografi
Hyssna socken ligger sydväst om Borås kring Surteån och Stora och Lilla Hålsjön. Socknen har odlingsbygd i ådalen och vid sjöarna och är i övrigt en kuperad sjörik skogsbygd.

## Fornlämningar
Ett 20-tal boplatser och lösfynd från stenåldern är funna. Från järnåldern finns gravar, domarringar och resta stenar.

## Namnet
Namnet skrevs 1333 Hysnom och kommer från kyrkbyn och har oviss tolkning.